# 앙베리외앙뷔제 캉통
앙베리외앙뷔제 캉통(프랑스어: Canton d'Ambérieu-en-Bugey)은 프랑스 동부 오베르뉴론알프 레지옹 앵주에 위치한 행정 구역이다.

## 코뮌
앙베리외앙뷔제 캉통에는 다음 코뮌이 속한다. 2015년 3월 프랑스 캉통 개편으로 앙베리외앙뷔제 캉통의 코뮌 수가 8개에서 18개로 확대되었다.
- 라베르즈망드바레
- 앙베리외앙뷔제
- 앙브로네
- 앙뷔트릭스
- 아랑다
- 아르지
- 베탕
- 샤토게야르
- 클레지외
- 코낭
- 두브르
- 니볼레몽그리퐁
- 옹시외
- 생드니장뷔제
- 생모리스드레망
- 생랑베르탕뷔제
- 토르시외
- 보앙뷔제

## 인구
| 연도 | 1962   | 1968   | 1975   | 1982   | 1990   | 1999   | 2006   | 2011   |
| ---- | ------ | ------ | ------ | ------ | ------ | ------ | ------ | ------ |
| 인구 | 11,729 | 13,131 | 14,164 | 15,634 | 17,339 | 18,997 | 21,155 | 22,850 |

## 같이 보기
- 앵 주의 캉통
- 프랑스의 캉통